# Gare de Jōyō
La gare de Jōyō (城陽駅, Jōyō-eki) est une gare ferroviaire localisée dans la ville de Jōyō dans la préfecture de Kyoto. La gare est exploitée par la JR West.

## Service des voyageurs

### Desserte
Tous les trains de la ligne Nara s'arrêtent à la gare de Jōyō.
- Local (普通 Futsu)
- Regional Rapid Service (区間快速 Kukan-kaisoku)
- Rapid service (快速 Kaisoku)
- Miyakoji Rapid Service (みやこ路快速 Miyakoji-kaisoku)

| 1 | ■Ligne Nara | pour Uji et Kyoto |
| 2 | ■Ligne Nara | pour Kizu et Nara |

| Direction Kyoto |  | JR West Ligne Nara                                         |  | Direction Nara |
| Shinden         |  | Local 普通 Futsū                                           |  | Nagaike        |
| Shinden         |  | Regional Rapid Service 区間快速 Kukan-kaisoku              |  | Nagaike        |
| Shinden         |  | Rapid Service 快速 Kaisoku                                 |  | Tamamizu       |
| Uji             |  | Miyakoji Rapid Service みやこ路快速 Miyakoji Rapid Service |  | Tamamizu       |